# ویلما بوبک
ویلما بوبِک (زاده ۵ ژانویه ۱۹۹۸) یک ملوان سوئدی است. او در مسابقات قایق‌رانی بادبانی کلاس ۴۹ ای‌آر اف‌ایکس در بازی‌های المپیک تابستانی ۲۰۲۴ شرکت کرد و در مسابقات ۴۹ ای‌آر اف‌ایکس زنان مدال نقره را کسب کرد.